# Першхала (герб)
Першхала, Колюмна, Рох (пол. Pierzchała, Roch, Kolumna) — польский дворянский герб.

## Описание герба
На серебряном поле расположена чёрная башня с широким основанием и таким же карнизом наверху, на котором обозначено пять зубцов наподобие башни в шахматной игре. На шлеме — пять страусовых перьев.

## История герба
Герб наиболее распространён на землях краковской, познанской и сандомирской. 

По легенде, в XIV веке, князь Мазовецкий, во время остановки в лагере во время военных действий, играл со своим рыцарем Першхалой в шахматы. После продолжительной игры Першхала поставил мат князю рохом, то есть шахматной фигурой башней (ладьей). В знак признания ума Першхалы, князь Мазовецкий  даровал этому рыцарю герб с шахматной ладьей, вместе с обширными владениями.

## Роды, использующие герб

### Российское дворянство
Апушкины, Пыжевы, Мищенко, Валевские.
Белицкие (Bielicki), Беневские (Bieniewski), Берлинские, Брулинские (Brulinski, Brulenski), Хоронжичевские (Chorazyczewski), Храплевские (Chraplewski), Цецишевские (Cieciszewski), Цецишовские (Cieciszowski), Чесновские (Czosnowski), Давкша (Даукша, Dauksza, Dawksza), Дукшты (Dūkštas, Dukszty), Гловинские (Glowinski), Грабицы (Grabic, Grabie), Гато (Hatto), Гаттовские (Hattowski), Головчицы (Holowczyc), Камельские (Kamelski), Клембовские (Klembowski), Корженевичи (Korzeniewicz), Кожуховские (Kozuchowski), Кунчевичи (Kunczewicz) Лариши (Larysz), Лесневольские (Lesniowolski), Лесневские (Lesniowski), Люцлавские (Luclawski), Лазневские (Lazniewski), Лонцкие (Lacki), князья и дворяне Лукомские (Lukomski), Монтвиллы (Montywill), Мрочек (Mroczek), Мыщинские (Myszczynski), Надольские (Nadolski), Оборские (Oborski), Павловские (Pawlowski), Пенчинские (Penczynski, Peczynski), Перковские (Perkowski), Пясецкие (Piasecki), Пержхала (Pierzchala), Погрошевские (Pogroszewski), Прушковские (Pruszkowski), Приами (Pryami), Прецишевские (Przeciszewski), Радоминские (Radominski), Рохи (Roch), Ровинские (Rowinski), Сабины (Sabin), Сероцкие (Serocki), Сеницкие (Sienicki), Щодровские (Szczodrowski), Токарские (Tokarski), Туровичи (Turowicz), Туровские (Turowski), Умястовские (Umiastowski, Vmiastowski), графы и дворяне Валевские (Walewski, Walewski z Walewic, Walewski z Walewic Kolonna, Walewski z Walow), Вишоватые (Wiszowaty), Витаны (Wittan), Врублевские (Wroblowski), Вылязловские (Wylazlowski), Высоцкие (Wysocki, Wysocki Dworzaninowicz, Wysocki Korzeniewicz), Заневские (Zaniewski), Жабоклицкие (Zaboklicki), Жолынские (Zolynski).
Колюмна (Рох) изм.
князья Лукомские (Lukomski), графы и дворяне Валевские (Walewski), Высоцкие (Wysocki).
Рох II (Колюмна, Roch, Kolumna, Skala Lomana)
Белицкие (Bielicki), Брулинские (Brulinski), Хабельтовские-Харацкевичи (Chabeltowski-Charackiewicz), Гроты (Grot), Гурко (Hurko), Камельские (Kamelski), Карша (Karsza), Климовичи (Klimowicz), Клембовские (Klebowski), Косцюшко (Kosciuszko), Ковалевские (Kowalewski), Мацержинские (Macierzynski), Мечковские (Mieczkowski), Надольские (Nadolski), Окорские (Okorski), Отрембуши (Otrebusz), Плохоцкие (Plochocki), Пржездзецкие (Przezdziecki), Росудовские (Rosudowski), Сузины (Suzin), Щодровские (Szczodrowski), Туровские (Turowski), Валюжинец (Waluzyniec), Вержуховские (Wierzuchowski), Вильчогурские (Wilczogorski), Вишоватые (Wiszowaty), Вольские (Wolski), Высокинские (Wysokinski), Вышинские (Wyszynski), Заневские (Zaniewski).
Рох III (Лилия на Корчаке, Roch, Kolumna, Karsza)
Боровские (Borowski), Бролинские (Brolinski), Бржезницкие (Brzeznicki), Хотовские (Chotowski), Гералтовские (Gieraltowski), Каминские (Kaminski), Карша (Karsza), Корыцкие (Korycki), Костро (Kostro), Лопенские (Lopienski), Надольские (Nadolski), Очко (Oczko), Пашковские (Paszkowski), Пекуцкие (Piekucki), Пеляшковские (Pielaszkowski), Петрашко (Piotraszko), Пржездзецкие (Przezdziecki Pierzchala), Россудовские (Rossudowski), Ржезницкие (Rzeznicki), Вольские (Wolski), Выпыские (Wypyski), Вышенские-Нагурки (Wyszenski-Nagorka), Жабоклицкие (Zabocklicki), Закржевские (Zakrzewski), Жебровские (Zebrowski).
Колюмна IV (Kolumna, Prowana, Prowanna)
Прованы.
Колюмны Гедиминовичей (Kolumny)
князья Чарторыйские (Czartoryiski), князья Корецкие (Korecki), кн. Монивид (Moniwid), князья Олельковичи (Olelkowicz, Fiadziuska), князья Полубинские (Polubinski), князья Рожинские (Rozynski), князья Сангушко (Sanguszko), князья Трубецкие (Trubecki), князья Вишневецкие (Wisniewiecki), князья Вольские (Wolski), князья Збаражские (Zbaraski). Рох Wo (Колюмна, Roch): Белицкие (Bielicki).
Колюмна с plomienczykiem
Головчицы (Holowczyc).